# Dasytrogus zembi
Dasytrogus zembi är en skalbaggsart som beskrevs av Keith 2002. Dasytrogus zembi ingår i släktet Dasytrogus och familjen Melolonthidae. Inga underarter finns listade i Catalogue of Life.